# کوین کوپر (بازیکن فوتبال)
کوین کوپر (انگلیسی: Kevin Cooper؛ زادهٔ ۸ فوریهٔ ۱۹۷۵) بازیکن فوتبال اهل بریتانیا است.
از باشگاه‌هایی که در آن بازی کرده‌است می‌توان به باشگاه فوتبال دربی کانتی، باشگاه فوتبال ترانمره راورز، باشگاه فوتبال نیوپورت کانتی، باشگاه فوتبال یئوویل تاون، باشگاه فوتبال استوک‌پورت کانتی، باشگاه فوتبال ولورهمپتون واندررز، باشگاه فوتبال چسترفیلد، باشگاه فوتبال نوریچ سیتی، باشگاه فوتبال ویمبلدون، باشگاه فوتبال والسال، باشگاه فوتبال ساندرلند و باشگاه فوتبال کاردیف سیتی اشاره کرد.